# Zinaida Jusupova
Zinaida Jusupova, född 1861, död 1939, var en rysk prinsessa (furstinna), hovdam, konstsamlare och filantrop. 
Hon var dotter till furst Nikolai Borisovitj Jusupov och Tatjana Alexandrovna de Ribeaupierre. Hon var arvtagerska till Tsarrysslands största privatförmögenhet. Hon var hovfröken hos kejsarinnan Maria Alexandra 1880. Hennes föräldrar ville att hon skulle gifta sig med en kunglighet, Alexander av Bulgarien, men hon vägrade eftersom han bara ville ha hennes förmögenhet. Hon gifte sig 1882 med greve Felix Felixovich Sumarokov-Elston, och blev mor till Felix Jusupov. Vid sitt giftermål fick hon tsarens tillstånd att ärva och sin fars titel och ge den i arv till sin son. 
Zinaida Jusupova beskrivs som en vacker, intelligent och gästfri societetsvärdinna. Hon var en centralfigur i det ryska societetslivet och arrangerade många storslagna baler och mottagningar som gästades av medlemmar av tsarfamiljen och utländska diplomater. Hon umgicks i hovkretsar och var personlig vän med tsaritsans syster Elisabeth av Hessen (1864–1918), men en kritiker av tsaritsan Alexandra Feodorovna själv, särskilt på grund av Rasputin. År 1916 mördade hennes son Rasputin, och Alexandra Feodorovna bröt med Zinaida. 
Jusupova beskrivs även som snäll och generös. Jusupova beskyddade ett antal institutioner: härbärgen, sjukhus, gymnastiksalar, kyrkor, inte bara i St Petersburg, utan i hela landet. Under det rysk-japanska kriget var hon chef för ett militärsjukhuståg vid fronten, och sanatorier och sjukhus för sårade organiserades i Jusupova palats och gods. Som medlem i kommittén för arrangemanget av konstmuseet i Moskva donerade hon medel och konstföremål för att skapa en grekisk-romersk sal, som senare bar hennes namn. 
När ryska revolutionen bröt ut 1917 flydde hon med sin familj, bland annat sin son och svärdotter, till Krim. Hon tillhörde de 80-tal personer som evakuerades på det brittiska fartyget HMS Marlborough från Krim med änketsaritsan Maria Fjodorovona i april 1919. Hon bosatte sig sedan med sin familj i Paris. Till skillnad från de flesta före detta ryska aristokrater lyckades hon behålla en del av sin förmögenhet; hon hade inga ekonomiska problem och ägnade sig även i Paris åt välgörenhet. 